# Tyresö FF
El Tyresö Fotbollsförening és un club de futbol suec de Tyresö, fundat el 1971. És conegut especialment pel seu equip femení, que va guanyar la lliga en 2012, només dues anys després d'ascendre a la primera divisió, i en 2014 va ser subcampió de la Lliga de Campions. Malgrat aquell èxit, va ser relegat a la 4ª divisió poc després per problemes financiers.

## Palmarès
- 1 Lliga de Suècia
  - 2012

| Edició | Fase previa ¹ | Setzens de final    | Vuitens de final | Quarts de final | Semifinals      | Final         |
| ------ | ------------- | ------------------- | ---------------- | --------------- | --------------- | ------------- |
| 13/14  |               | Paris Saint-Germain | Fortuna Hjørring | SV Neulengbach  | Birmingham City | VfL Wolfsburg |

- ¹ Fase de grups. Equip classificat pillor possicionat en cas d'eliminació o equip eliminat millor possicionat en cas de classificació.